# Veronica Linklater, Baroness Linklater of Butterstone
Veronica Linklater, Baroness Linklater of Butterstone (* 15. April 1943; † 15. Dezember 2022 in Dunkeld, Schottland) war eine britische Politikerin der Liberaldemokraten.

## Biografie
Linklater war die Tochter von Lieutenant-Colonel Archibald Michael Lyle und Hon. Elizabeth Sinclair, der jüngeren Tochter des ehemaligen Vorsitzenden der  Liberalen Partei Archibald Sinclair, 1. Viscount Thurso. Sie wurde an der Cranbourne Chase School sowie an den Universitäten von Sussex und London ausgebildet. Im Jahr 1967 heiratete sie den Journalisten Magnus Linklater. Sie haben zwei Söhne und eine Tochter.
Im Jahr 1967 wurde sie Child Care Officer im London Borough of Tower Hamlets, und zwischen 1970 und 1985 wurde sie Governor von drei Schulen in Islington. Von 1971 bis 1977 war sie Mitbegründerin des Besucherzentrums am Pentonville Prison, und ihr anhaltendes Interesse in diesem Bereich führte zu ihrer Beteiligung an der Winchester Prison Project, Prison Reform Trust von 1981 bis 1982. Sie ist eine Treuhänderin der Esmée Fairbairn Foundation.
Am 1. November 1997 wurde Linklater zum Life Peer mit dem Titel Baroness Linklater of Butterstone, of Riemore in the County of Perth and Kinross ernannt. Damit wurde sie auch Mitglied des House of Lords. Am 12. Februar 2016 schied sie freiwillig aus dem House of Lords aus.